# Sébastien Mongin
Pour les articles homonymes, voir Mongin.
Sébastien Mongin, né le 18 avril 1978 à Toulon (Var), est un handballeur international français.

## Biographie
Sébastien Mongin commence le handball à sept ans au Tremblay-en-France Handball.
Mongin découvre la première division avec Istres, son club de cœur. Ses prestations lui permettent de connaître sa première sélection en équipe de France en avril 2004 contre l'équipe d'Islande.
À la fin de la saison, Mongin part au Paris Handball pour gagner des titres. La première année, les Parisiens sont vice-champion de France, jouent la Coupe d’Europe et sont finalistes de la Coupe de la ligue. Il remporte par la suite la Coupe de France 2006-2007.
Au bout de quatre saisons, il retourne dans le club de ses débuts, Tremblay. À ce moment-là, le Président du club est l'entraîneur de ses débuts. Le club termine deux fois troisième du championnat de France avec une demi-finale de Coupe de France et une finale de Coupe des coupes en 2011. Blessé au genou lors d'un match en novembre 2011, l’IRM révèle une rupture du ligament croisé antéro-externe gauche. Au club depuis 2008, Sébastien Mongin fait alors partie des cadres du Tremblay FHB. Sa saison 2011-2012 prend alors fin prématurément,.
En mars 2012, Sébastien Mongin s’engage pour une durée de dans ans à partir de la saison 2012-2013 avec Chartres MHB 28. En fin de contrat à Tremblay-en-France et attiré par le projet de jeu, Ostertag a rapidement donné son accord pour rejoindre le club dont il connait déjà Emeric Paillasson,.
Sébastien Mongin s'engage avec le club de l'Union Sportive la Crau Handball en National 2 après avoir quitté le club de Chartres.

## Palmarès
- Coupe des vainqueurs de coupe
  - Finaliste : 2011

- Championnat de France
  - Vice-champion : 2005
  - Troisième : 2009 et 2010

- Coupe de France (1)
  - Vainqueur : 2007
  - Finaliste : 2008 et 2010

- Coupe de la Ligue française
  - Finaliste : 2005 et 2006

## Vie privée
Sébastien Mongin est marié, a une fille et un garçon. Il a  suivi une formation de kinésithérapeute.